# Pistolet Bernardelli P8
Bernardelli P8 (Model USA) – włoski kompaktowy pistolet samopowtarzalny produkowany na amerykański cywilny rynek broni.
W 1968 roku na skutek zmian w amerykańskim prawie niemożliwy okazał się eksport na amerykański rynek podstawowego produktu firmy Bernardelli – Modelu 60. Odpowiedzią firmy było opracowanie nowych modeli – P6 przeznaczonego na rynek europejski i P8 (oznaczonego początkowo jako Model USA) przeznaczonego na rynek amerykański.

## Opis
Pistolet Bernardelli P8 działał na zasadzie wykorzystania energii odrzutu zamka swobodnego. Mechanizm spustowy bez samonapinania kurka umożliwiał tylko ogień pojedynczy.
P8 wyposażony był w dwa bezpieczniki nastawne. Bezpiecznik przetykowy znajdował się za kabłąkiem spustowym, skrzydełkowy na zamku. Dodatkowo pistolet był wyposażony w bezpiecznik magazynkowy (blokujący kurek po wyjęciu magazynka) oraz ząb zabezpieczający na kurku. Po wystrzeleniu ostatniego naboju zamek zatrzymywał się w tylnej pozycji. Zewnętrzny zatrzask zamka znajdował się po lewej stronie szkieletu.
Do zasilania służył magazynek pudełkowy, jednorzędowy, zawierający 7, 8 lub 10 naboi (zależnie od kalibru).
Przyrządy celownicze stałe (muszka i szczerbinka).